# Chionaema tienmushanensis
Chionaema tienmushanensis là một loài bướm đêm thuộc phân họ Arctiinae, họ Erebidae.